# Procès Thomas Sankara
Le procès des responsabilités dans l'assassinat de Thomas Sankara, ancien président du Burkina Faso assassiné le 15 octobre 1987, s’est ouvert à Ouagadougou le 11 octobre 2021, soit 34 ans après les faits.
Le procès Thomas Sankara est un procès attendu depuis 1987, année de l'assassinat du père de la révolution du Burkina Faso.
Après six mois d'auditions, de témoignages, de plaidoiries, le verdict est tombé le 6 avril 2022. Des peines de prison à vie ont été prononcées contre Blaise Compaoré, Gilbert Diendéré et Hyacinthe Kafando.
Le récapitulatif du procès est fait au Burkina par le média en ligne Faso7 en fichier PDF. Le procès a pris fin en mars 2022.

## Auditions
Le procès,,,de l'assassinat de feu Isidore Thomas Sankara a débuté le 11 octobre 2021. Douze personnes sont accusées de l’assassinat du père de la révolution burkinabè dont Blaise Compaoré, Hyacinthe Kafando et Gilbert Diendéré.
Dès l’ouverture de l’audience, les avocats de la défense ont demandé le report pour s’enquérir du dossier. Deux semaines après, soit le 25 octobre, l’audience a repris avec l’audition des accusés dont Gilbert Diendéré qui a plaidé non coupable,. Il ne reconnait pas avoir participé à l’assassinat de Thomas Sankara. L’audition de Gilbert Diendéré a duré près d’une semaine avec plusieurs interrogatoires des avocats de la défense.

## Grands absents
Blaise Compaoré et Hyacinthe Kafando sont les deux grands absents de ce procès. Blaise Compaoré est annoncé malade et souffrant de trou de mémoire. Quant à Hyacinthe Kafando, Gilbert Diendéré a révélé qu’il a reçu l’aide de Yacouba Isaac Zida pour fuir le Burkina Faso en 2015.

## Le verdict
Le procès Thomas Sankara a rendu son verdict le 06 avril 2022. Blaise Compaoré, Gilbert Diendéré et Hyacinthe Kafando ont écopé d'une peine d'emprisonnement à vie,,. Nabonsseouindé Ouédraogo et Idrissa Sawadogo ont été condamnés à 20 ans de prison pour complicité d'attentat à la sûreté de l’État et assassinat.